# Guy Laliberté
Guy Laliberté, OC, CQ (Québec, 2 settembre 1959), è un imprenditore, filantropo e turista dello spazio canadese.
Laliberté è il fondatore e proprietario del Cirque du Soleil. È stato turista spaziale a bordo della Sojuz TMA-16.

## Biografia
Ha iniziato la sua carriera come mangiatore di fuoco, giocoliere e fisarmonicista ambulante a Montreal. Nel 1984 ha fondato il Cirque du Soleil grazie al finanziamento di un miliardario conosciuto durante un viaggio a Las Vegas.
Oggi l'azienda è considerata la più importante del mondo nel settore dell'intrattenimento e vanta circa 4000 dipendenti. Inoltre Lalibertè è considerato uno dei personaggi più eccentrici e stravaganti dell'ambiente a causa di alcuni particolari avvenimenti della sua vita, primo fra tutti la sua scalata che lo ha portato da mangiatore di fuoco mendicante a miliardario perennemente iscritto nella lista di Forbes degli uomini più ricchi del mondo. In ricordo della sua prima attività è sua abitudine farsi fotografare con il naso da clown.
Nel 2006, Laliberté è stato nominato da Ernst & Young L'Imprenditore dell'Anno.

## Procedimenti giudiziari
Il 12 novembre 2019, viene arrestato a Papeete, capitale dell'isola di Tahiti per detenzione di cannabis nella sua isola privata, l'atollo Nukutepipi.
Viene rilasciato il giorno successivo, con l'obbligo di comparire in giudizio per le accuse di detenzione, uso e coltivazione di cannabis, reati nella Polinesia francese.

## Vita privata
Laliberté è un filantropo ed ecologista.
Oltre a possedere 4 Ferrari e due aerei privati, è uno dei 6 uomini al mondo a possedere una barca a vela Zodiac con postazione di atterraggio per elicotteri. Una volta mentre era a bordo della sua barca a vela venne assaltato dai pirati e depredato di 300 000 dollari.
È un giocatore accanito di poker e assiduo frequentatore del Casino de Montréal. È tuttavia tra i giocatori più perdenti nel cash game negli ultimi dieci anni: si calcola che solamente online abbia perso più di 15 milioni di dollari sulla piattaforma Full Tilt.
Dopo aver visto un video di un avvistamento UFO ad Ibiza, ha costruito una pista d'atterraggio di 20 metri per velivoli extraterrestri nel giardino di casa sua.

## Onorificenze
Nel 2001 è stato nominato "Grande figlio di Montréal", il riconoscimento più alto per un abitante della città canadese.